# Mug Nuadat
Mug Nuadat ou Mogh Nuadhat (i.e: esclave de  Nuada) est dans la  mythologie et les récits  pseudo-historiques  irlandais un proto roi de Munster qui règne sur la moitié sud de l'Irlande en concurrence avec Conn Cétchathach.

## Origine
Mug Nuadat est le fils de  Mug Neit, fils de  Derg, fils de  Dergthene, fils de  Enna Munchain, fils de  Loch Mor, fils de  Muiredach Mucna, fils de Eochaid Garb, fils de  Dui Dallta Dedad  qui était un roi légendaire  du  Munster  et un Ard ri Erenn du IIe siècle av. J.-C.

## Héros mythique
Selon les récits traditionnels médiévaux Mug Nuadat est le rival de Ard ri Erenn, Conn Cétchathach , qui pour un temps après l'année 123 ap J.-C. devient le souverain de facto de la moitié sud de l'Irlande.
En effet à la suite d'un accord entre les deux rois  la fille de Conn, Sadb veuve de Lugaid Mac Niad roi de Corcu Loigde épouse le fils de Mug Nuadat  Ailill Aulom proto Eóganachta lorsque Mug Nuadat reçoit le territoire situé au sud d'une ligne reliant la Baie de Galway et  Dublin, connu ensuite sous le nom de Leth Moga (i.e: moitié de Mug), alors que  celui situé au nord de la même ligne était  le  Leth Cuinn (irlandais moderne: Leath Cuinn)  (i.e: moitié de Conn) 
Conn envahit par la suite le Leth Moga et chasse Mug d'Irlande. Ce dernier se réfugie en   Espagne et revient avec une armée mais il est défait et tué par Conn à Mag Léna près de  Kilbride dans le moderne  Comté d'Offaly - bien que dans d'autres versions Conn  tue traitreussement  Mug dans son lit ! -
Éogan Mór  le fils  Ailill Aulom meurt au combat contre Art Mac Cuinn lors de la bataille de Mag Mucrana dans la plaine au sud-ouest d’Athenry (Comté de Galway). Il est considéré comme le fondateur de la dynastie des Eóganachta.
T. F. O'Rahilly estime que  Mug Nuadat est en fait une évhémérisation du dieu  Nuada, plus qu'un personnage historique. Il se peut également que  Éogan Mór soit une représentation terrestre du même dieu.

## Source
- (en) Cet article est partiellement ou en totalité issu de l’article de Wikipédia en anglais intitulé « Mug Nuadat » (voir la liste des auteurs), édition du 8 novembre 2012.
- Jean Markale Les Celtes et la civilisation celtique Payot 1975  (ISBN 2228104035).